# Clark County (Washington)
Clark County ist ein County im Bundesstaat Washington der Vereinigten Staaten. Das U.S. Census Bureau hat bei der Volkszählung 2020 eine Einwohnerzahl von 503.311 ermittelt. Der Verwaltungssitz (County Seat) ist Vancouver.

## Geographie
Das County liegt am Columbia River und hat 1.700 km² Fläche; davon sind 72 Quadratkilometer (4,27 Prozent) Wasserflächen.

## Geschichte
Das Clark County wurde 1845 gebildet. Benannt wurde es nach William Clark, einem Entdecker, der Meriwether Lewis auf der  Lewis-und-Clark-Expedition begleitete.

## Demografische Daten

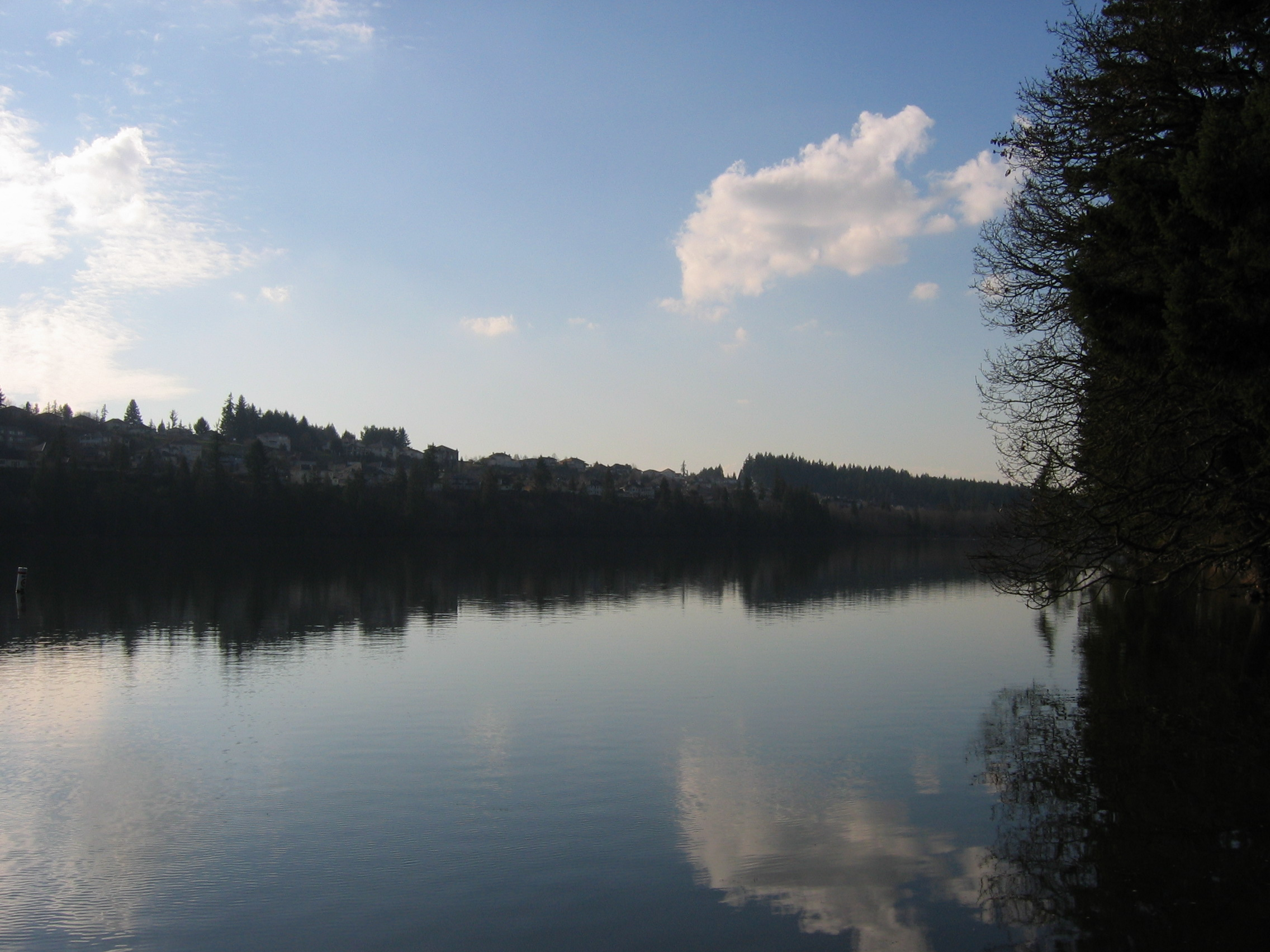
Der Lacamas Lake

Nach der Volkszählung im Jahr 2000 lebten im County 345.238 Menschen. Es gab 127.208 Haushalte und 90.953 Familien. Die Bevölkerungsdichte betrug 212 Einwohner pro Quadratkilometer. Ethnisch betrachtet setzte sich die Bevölkerung zusammen aus 88,82 % Weißen, 1,68 % Afroamerikanern, 0,84 % amerikanischen Ureinwohnern, 3,21 % Asiaten, 0,37 % Bewohnern aus dem pazifischen Inselraum und 1,99 % aus anderen ethnischen Gruppen; 3,08 % stammten von zwei oder mehr ethnischen Gruppen ab. 4,71 % der Bevölkerung waren spanischer oder lateinamerikanischer Abstammung.
Von den 127.208 Haushalten hatten 37,20 % Kinder und Jugendliche unter 18 Jahre, die bei ihnen lebten. 56,80 % waren verheiratete, zusammenlebende Paare, 10,30 % waren allein erziehende Mütter. 28,50 % waren keine Familien. 21,80 % waren Singlehaushalte und in 6,80 % lebten Menschen im Alter von 65 Jahren oder darüber. Die Durchschnittshaushaltsgröße betrug 2,69 und die durchschnittliche Familiengröße lag bei 3,15 Personen.
Auf das gesamte County bezogen setzte sich die Bevölkerung zusammen aus 28,70 % Einwohnern unter 18 Jahren, 8,40 % zwischen 18 und 24 Jahren, 30,80 % zwischen 25 und 44 Jahren, 22,60 % zwischen 45 und 64 Jahren und 9,50 % waren 65 Jahre alt oder darüber. Das Durchschnittsalter betrug 34 Jahre. Auf 100 weibliche Personen kamen 98,50 männliche Personen, auf 100 Frauen im Alter ab 18 Jahren kamen statistisch 95,90 Männer.
Das jährliche Durchschnittseinkommen eines Haushalts betrug 48.376 USD, das Durchschnittseinkommen der Familien betrug 54.016 USD. Männer hatten ein Durchschnittseinkommen von 41.337 USD, Frauen 28.537 USD. Das Prokopfeinkommen betrug 21.448 USD. 9,10 % der Bevölkerung und 6,90 % der Familien lebten unterhalb der Armutsgrenze. 11,70 % davon waren unter 18 Jahre und 6,80 % waren 65 Jahre oder älter.

## Orte
- Amboy
- Barberton
- Battle Ground
- Brush Prairie
- Camas
- Charter Oak
- Chelatchie
- Cherry Grove
- Crawford
- Creswell Heights
- Dole
- Dollar Corner
- Ellsworth
- Etna
- Evergreen
- Fargher Lake
- Felida
- Fern Prairie
- Fisher
- Five Corners
- Good Hope
- Hayes
- Hazel Dell
- Heisson
- Highland
- Hockinson
- Homan
- Image
- Ireland
- Knapp
- La Center
- Lake Shore
- Lewisville
- Little Elkhorn
- Lucia
- McLoughlin
- McLoughlin Heights
- Meadow Glade
- Mill Plain
- Minnehaha
- Mount Pleasant
- Mount Vista
- Oak Park
- Orchards
- Pine Grove
- Proebstel
- Ridgefield
- Rye
- Salmon Creek
- Sara
- Scotton Corner
- Sifton
- Union
- Vancouver
- Vancouver Junction
- Venersborg
- Walnut Grove
- Washougal
- Woodland
- Yacolt